# Bericht zur Lage der Nation (Deutschland)
Bericht zur Lage der Nation lautete der Titel einer vom jeweiligen Bundeskanzler von 1968 bis 1989 jährlich im Deutschen Bundestag abgegebenen Regierungserklärung zum Stand der deutschen Teilung. Über die Deutschlandpolitik hinaus wurden dabei häufig auch andere politisch bedeutsame Fragen behandelt. Der Bundestag nahm den Bericht jeweils zum Anlass für eine ausführliche Generaldebatte. Nach Vollendung der Deutschen Einheit am 3. Oktober 1990 wurde diese Tradition nicht weiter fortgeführt.
Der Titel Bericht zur Lage der Nation wurde durchgängig verwendet. Allerdings wurde er zeitweise wie folgt ergänzt: Zu Beginn unter Bundeskanzler Kurt Georg Kiesinger hieß er offiziell – entsprechend der Beschlusslage des Bundestages vom 28. Juni 1967 – Bericht zur Lage der Nation im gespaltenen Deutschland. Die Bundeskanzler Willy Brandt und Helmut Schmidt nannten ihn schlicht Bericht zur Lage der Nation. Bundeskanzler Helmut Kohl titelte schließlich Bericht zur Lage der Nation im geteilten Deutschland.

## Vorgeschichte
Bereits seit Bestehen des Bundestages gab es immer wieder viel beachtete, anlassbezogene Regierungserklärungen mit anschließenden Debatten zur deutschen Teilung. So zum Beispiel die Reden Konrad Adenauers vom 9. März 1951, vom 7. Februar 1952, vom 25. Februar 1954, vom 18. August 1961 und viele andere.
Im Jahr 1965 hatte die seinerzeit noch in der Opposition befindliche SPD einen jährlich zu erstattenden „Bericht zur Lage der Nation“ angeregt. Ziel sollte sein, das Festhalten der Bundesrepublik am Selbstbestimmungsrecht der Deutschen zu dokumentieren. Als ein Vorbild wurde auf die Tradition der jährlichen State of the Union Address in den USA verwiesen.
Am 28. Juni 1967 beschloss der Bundestag auf Antrag aller Fraktionen: „Die Bundesregierung wird aufgefordert, alljährlich innerhalb des ersten Vierteljahres dem Bundestag einen Bericht über die Lage der Nation im gespaltenen Deutschland vorzulegen.“

## Berichte 1968 bis 1989 (Auswahl)
Am Montag, 11. März 1968 erstattete Bundeskanzler Kurt Georg Kiesinger dem Bundestag den ersten Bericht zur Lage der Nation im gespaltenen Deutschland. Die insgesamt 10-stündige Aussprache dazu fand am 14. März 1968 statt.
Am 14. Januar 1970 erstattete mit Willy Brandt zum ersten Mal ein sozialdemokratischer Bundeskanzler einen Bericht zur Lage der Nation. Im Mittelpunkt der zweitägigen Aussprache dazu vom 15. und 16. Januar 1970 stand insbesondere die seinerzeit heftig umstrittene neue Ostpolitik („Wandel durch Annäherung“) der Regierung Brandt/Scheel.
Für das Jahr 1972 wurde der Bericht mit der ersten Lesung zur Ratifizierung des Moskauer Vertrages und des Warschauer Vertrages verbunden. Die insgesamt dreitägige Debatte dazu fand vom 23. bis 25. Februar 1972 statt. Sie verlief besonders kontrovers, weil die Ostverträge von der CDU/CSU-Opposition seinerzeit scharf kritisiert wurden.
Am 20. März 1980 antwortete für die CDU/CSU-Opposition der bayerische Ministerpräsident und Kanzlerkandidat Franz Josef Strauß direkt auf den von Helmut Schmidt erstatteten Bericht zur Lage der Nation. Im Vorfeld der Bundestagswahl 1980 war dies eine von nur wenigen Gelegenheiten, bei denen es zu einem direkten Rededuell zwischen Amtsinhaber Schmidt und Herausforderer Strauß im Bundestag kam.
Eine besondere Rolle spielte der Bericht zur Lage der Nation vom 9. September 1982 im Zuge der seinerzeit schwelenden Regierungskrise. Helmut Schmidt nutzte seine Rede, um seinen Vizekanzler und FDP-Vorsitzenden Hans-Dietrich Genscher zu einem Treuebekenntnis zur sozialliberalen Koalition aufzufordern. Genscher vermied dies, stattdessen brach das Regierungsbündnis kurz darauf am 17. September 1982 endgültig auseinander. Infolgedessen wurde Helmut Schmidt am 1. Oktober 1982 durch das erste erfolgreiche Konstruktive Mißtrauensvotum seit Bestehen der Bundesrepublik gestürzt und Helmut Kohl zu seinem Nachfolger gewählt.
Der durch Bundeskanzler Helmut Kohl am 8. November 1989 erstattete Bericht zur Lage der Nation im geteilten Deutschland war der letzte seiner Art. Das war einen Tag vor der Öffnung der Berliner Mauer.
Nach Vollendung der deutschen Einheit am 3. Oktober 1990 war der Anlass für den Bericht entfallen und diese Tradition wurde nicht weiter fortgeführt.

## Situation heute
Seit Bestehen des Bundestages war der in diesem Artikel behandelte Bericht nur einer unter vielen Anlässen, bei denen sich das Parlament im Plenum mit der Lage der Nation befasst. Heute geschieht dies hauptsächlich in Form meist anlassbezogener Regierungserklärungen und Debatten. Eine wichtige Gelegenheit in diesem Zusammenhang sind die im Rahmen der Haushaltsberatungen regelmäßig stattfindenden Generaldebatten.